# Comuna Malovane, Mlîniv
Malovane (în ucraineană Мальоване) este o comună în raionul Mlîniv, regiunea Rivne, Ucraina, formată din satele Dolîna și Malovane (reședința).

## Demografie
Componența lingvistică a comunei Malovane
     Ucraineană (99,58%)
     Alte limbi (0,42%)
Conform recensământului din 2001, majoritatea populației comunei Malovane era vorbitoare de ucraineană (99,58%), existând în minoritate și vorbitori de alte limbi.